# Никандров, Василий Никандрович
Василий Никандрович Никандров (10 декабря 1919, дер. Полетаево, Псковская губерния — 18 января 1945) — младший лейтенант Рабоче-крестьянской Красной Армии, участник Великой Отечественной войн, Герой Советского Союза (1945).

## Биография
Василий Никандров родился 10 декабря 1919 года в деревне Полетаево (ныне — Опочецкий район Псковской области). Окончив семь классов школы и курсы трактористов, работал по специальности в колхозе. В 1938 году Никандров был призван на службу в Рабоче-крестьянскую Красную Армию. С начала Великой Отечественной войны — на её фронтах. В 1944 году окончил Казанское танковое училище.
К январю 1945 года младший лейтенант Василий Никандров командовал взводом 189-го танкового полка 17-й гвардейской кавалерийской дивизии 2-го гвардейского кавалерийского корпуса 1-го Белорусского фронта. Отличился во время освобождения Польши. 18 января 1945 года взвод Никандрова в составе своего полка переправился через реку Равка и захватил вражеский опорный пункт с пятью линиями траншей и других укреплений, уничтожив в общей сложности около 100 вражеских солдат и офицеров. В бою в районе села Камион (в 14 километрах к северу от Сохачева) Никандров вместе со своим экипажем на горящем танке протаранил немецкий дзот, ценой своих жизней уничтожив его. Похоронен в братской могиле в Камён-Дужи.
Указом Президиума Верховного Совета СССР от 24 марта 1945 года младший лейтенант Василий Никандров посмертно был удостоен высокого звания Героя Советского Союза. Также посмертно был награждён орденом Ленина.